# 刘后利
刘后利（1916年—2011年2月），男，湖北汉阳人，中国作物遗传育种学家，曾任华中农业大学教授、博士生导师。